# Карсибур
Карси́бур (также Карсибор, пол. Karsibór, нем. Kaseburg) — остров в Щецинском заливе Балтийского моря, на территории Западно-Поморского воеводства Польши. Располагается в северной части залива, к югу от острова Волин, от которого его отделяет старица реки Свина. Карсибур некогда был частью острова Узнам, находящегося западнее, однако был отделён от него Пястовским каналом в конце XIX века.

## Название
Карсибур — старое поморское название. В поморских диалектах польского языка слово «karś» или «karśniawy» означает «левый». Таким образом, название острова можно перевести как «бор по левой стороне».

## Происхождение
Остров образовался в 1874—1880 гг. в связи с прокладкой юго-восточной части Пястовского канала, сократившего водный путь от Свиноуйсьца до Щецина. Площадь Карсибура составляет около 14 км².